# Schizopelex furcifera
Schizopelex furcifera là một loài Trichoptera trong họ Sericostomatidae. Chúng phân bố ở miền Cổ bắc.